# Raymond-Roupen d'Antioche
Raymond-Roupen d'Antioche, né en 1199, mort en 1221, prince d'Antioche (1216-1219), est le fils de Raymond IV, comte de Tripoli, et d'Alix d'Arménie.
Son père était déjà mort lorsque son grand-père Bohémond III d'Antioche mourut (1201), et bien qu'il soit fils du fils aîné, son oncle Bohémond IV profita de son jeune âge pour s'emparer de la principauté. Une première tentative pour l'installer sur le trône d'Antioche, organisée par le patriarche latin d'Antioche Pierre d'Angoulême échoua en 1208. Une seconde tentative, organisée en 1216 par son successeur Pierre de Locedio, réussit et Raymond-Roupen devint prince d'Antioche, mais en 1219, Bohémond IV parvint à reprendre le contrôle de la principauté à son neveu qui fut mis en prison. Après la mort de son grand-oncle maternel Léon II roi d'Arménie, il tenta de se faire reconnaître roi, s'empara de Tarse, mais fut pris et tué.
Raymond-Roupen avait épousé peu avant 1210 Helvis de Lusignan, fille d'Amaury II de Chypre et avait eu :
- Marie d'Antioche, dame de Toron (1215 morte en 1259), mariée à Philippe de Montfort, seigneur de Castres, de Tyr et de Toron (mort en 1270) ;
- Eschive d'Antioche, morte jeune.